# Croton subcoriaceus
Espèce
Classification APG II (2003)
Croton subcoriaceus est une espèce de plantes à fleurs du genre Croton et de la famille des Euphorbiaceae, présente au Venezuela (Amazonas).